# Бринкман, Карл
Карл Бринкман (нем. Carl Brinkmann; 19 марта 1885, Тильзит, Восточная Пруссия, Германская империя — 20 мая 1954, Оберстдорф, Бавария) — немецкий социолог и экономист.

## Биография
Карл Бринкман родился в городе Тильзите.
Изучал историю во Фрайбурге, Гёттингене, Берлине и Оксфорде.
В 1908 году в Берлине получил учёную степень кандидата наук, защитившись по работе с Бранденбургской земельной книгой императора Карла V. В 1913 году во Фрайбурге получил звание доцента за изучение основ свободы и государственности в предыдущих Конституциях Германии. Кроме того, Бринкман получил право преподавать средневековую и современную истории. Во Фрайбурге он преподавал до 1918 года в качестве приват-доцента. С 1915 по 1923 год он был советником в министерстве иностранных дел.
После Первой мировой войны преподавал в Берлине, где и получил в 1921 году звание экстраординарного профессора. В 1923 году он получил приглашение поработать на кафедре национальной экономики и финансовой науки в университете Гейдельберга.
В тридцатые годы Бринкман был одним из самых важных представителей исторической школы Германии. Во времена национал-социализма Бринкман не вступил в партию, но всё же попытался подвести несколько научных теорий под нацистские позиции. В Хайдельберге, где Бринкман работал как раз в период национал-социализма, он занимался вопросами немецкой экономической и социальной политики, а также учением о территориальной и хозяйственной экспансии. Ему пришлось, угождая системе, составить антианглийские пропагандистские отзывы, ставшие довольно известными в пределах Германии. С 1942 по 1946 год Бринкман преподавал в университете Гумбольдта в Берлине.
С 1946 года начал преподавать в университете Эрлангена. С 1947 по 1954 год он обучал студентов национальной экономике и социологии в университете Тюбингена. В научные интересы Бринкмана входили экономическая и социальная история, и особенно история мировой экономики.

## Публикации
- Wirtschaftstheorie. — 2., neubearbeitete Auflage. — Göttingen 1953.
- Wirtschaftsformen und Lebensformen. — 2. Auflage. — Tübingen 1950.
- Soziologische Theorie der Revolution. — Göttingen 1948.
- Englische Geschichte 1815—1914. — Berlin, 1924.
- Weltpolitik und Weltwirtschaft im 19. Jahrhundert. — Bielefeld 1921.